# Музей имени супругов Лаврецовых
Музей имени супругов Лаврецовых — ныне несуществующий художественный музей в городе Нарва в Эстонии. Находился по адресу улица Рюйтли, 28. Работал с 1913 по 1943 год. В начале XX века коллекция музея считалась лучшей среди провинциальных музеев Прибалтики.

## История
Торжественно открыт 9 августа 1913 года в присутствии петербургского губернатора графа А. В. Адлерберга и других официальных лиц. Музей был освящён епископом нарвским Никандром. Разместился в собственном доме нарвского предпринимателя и мецената С. А. Лаврецова, завещанного им городу для открытия в нём музея. На содержание музея С. Лаврецов выделил капитал в 25 000 рублей и специально оговорил входную плату («не более пятнадцати копеек с каждого посетителя»).

Зал музея Лаврецовых

Было устроено десять залов, фонд музея насчитывал 8000 экспонатов. Экспозиция включала собранные Лаврецовыми портреты: два — молодого Петра I (возможно, один из них кисти Георга-Эрнста Грубе), Екатерины I (1726, Иоганна-Генриха Ведекинда), Петра III и Екатерины II (Хейнриха Бухгольца), Екатерины II (Лукаса Конрада Пфандцельта), полотна классиков — «Братья Гракхи» П. Васина, четыре картины И. К. Айвазовского («Пролив Босфор ночью», «Буря на Черном море», «Остров Капри», и «Морской пейзаж (Волны Северного моря)»), 5 работ Льва Лагорио,
картины современных Лаврецову русских художников (приезжавших в Нарву и на местный курорт Гунгербург) В. В. Верещагина, И. И. Шишкина, Н. Н. Дубовского, А. И. Мещерского, Г. П. Кондратенко и местных эстонских художников Э. Вербера, П. Арена, А. Промета, А. Янсена; гравюры, скульптуру, коллекцию икон (около пятидесяти экспонатов, среди которых были и иконы XVI века), 21 барельеф Фёдора Петровича Толстого и др.
По желанию основателя музея его попечителем стал Адольф Фёдорович Ган, однако он по преклонности лет отказался, и музей управлялся попечительским советом в составе городского головы, городского архитектора и директора гимназии. Был нанят смотритель и выполнена опись экспонатов.
В 1933 году музей был объединён с Домом-музеем Петра I в Нарве.

Руины дома Лаврецова. 1953

Переживший Первую мировую и Гражданскую войны музей прекратил своё существование в Великую Отечественную войну, в 1944 году здание музея было разрушено, коллекции частично удалось эвакуировать в Ленинград, частично эстонскими властями вглубь страны, где они были рассредоточены по музеям Раквере, Пайде и Таллина.
После окончания войны часть экспонатов возвратилась в Нарву (из 153 картин — 88) и находится в собрании Нарвского музея.
По мнению ряда специалистов, деятельность Лаврецовых по вкладу в историю русской культуры стоит в одном ряду с Мамонтовым, Третьяковым и другими выдающимися российскими меценатами.